# Tarphius acuminatus
Tarphius acuminatus é um Arthropoda, da classe Insecta, ordem Coleoptera e família Zopheridae,criticamente em perigo de acordo com a a Lista Vermelha de Espécies Ameaçadas da União Internacional Para a Conservação da Natureza e dos Recursos Naturais (IUCN).
É uma espécie endémica de ilha única restrita à ilha do Pico (Açores, Portugal), conhecida da Reserva Florestal Natural da Lagoa do Caiado. A extensão de ocorrência (EOO) é de 8 km² e a área máxima estimada de ocupação (AOO) é de 8 km² .
A espécie é muito rara e ocorre apenas em duas pequenas manchas de floresta nativa na ilha do Pico. Um declínio contínuo no número de indivíduos maduros é relacionado de acordo com esquemas de monitoramento e da degradação contínua do habitat devido a invasões de plantas exóticas (Hedychium gardnerianum). Esta altera a estrutura do habitat, nomeadamente diminuindo a cobertura de briófitas e fetos no solo e promovendo a propagação de outras plantas. O habitat diminuirá ainda mais como consequência das mudanças climáticas (aumento do número de secas e mudança e alteração do habitat). A Tarphius é avaliada como severamente fragmentada, pois pelo menos 50% de sua população pode ser encontrada em subpopulações que são menores do que seriam necessárias para sustentar uma população viável e separadas de outras manchas de habitat por uma grande distância.
É uma espécie fungívora noturna que vive no solo e em troncos mortos de árvores endêmicas.
A espécie não é protegida por lei regional, mesmo o seu habitat encontrando-se numa área protegida regionalmente (Reserva Natural da Lagoa do Caiado, na ilha do Pico). Os habitats degradados devem ser restaurados com a remoção de espécies invasoras. Uma estratégia também precisa ser desenvolvida para lidar com a ameaça futura das mudanças climáticas. É necessário um plano de gestão do habitat e prevê-se que seja desenvolvido nos próximos anos. Sendo esta espécie um ícone das florestas nativas açorianas relíquias, sugere-se que algumas medidas de sensibilização sejam postas em prática. Mais pesquisas são necessárias em sua ecologia e história de vida para encontrar espécimes existentes em mais manchas de vegetação nativa no Mistério da Prainha e Caveiro e obter informações sobre o tamanho, distribuição e tendências da população. É também necessário um plano de gestão por área e um plano de monitorização da comunidade de invertebrados no habitat de forma a contribuir para a realização de um plano de recuperação do potencial da espécie. Um monitoramento a cada dez anos usando o protocolo BALA informará sobre a qualidade do habitat é uma alternativa que está sendo considerada por especialistas.